# Talara cinerea
Talara cinerea là một loài bướm đêm thuộc phân họ Arctiinae, họ Erebidae.